# Francis Arinze
Francis Arinze (Eziowelle, Nigèria, 1 de novembre de 1932) és un  cardenal nigerià de l'Església catòlica i prefecte emèrit de la Congregació per al Culte Diví i la Disciplina dels Sagraments entre 2002 i 2008.

## Biografia
El cardenal Arinze va néixer a Eziowelle, estat d'Anambra, Nigèria, Àfrica; pertanyent a l'arxidiòcesi d'Onitsha, de la qual posteriorment arribaria a ocupar la seva seu. Es va convertir al catolicisme d'un religió tradicional africana i va ser batejat en el seu novè aniversari. El 9 de desembre de 2008, el papa Benet XVI accepta la seva renúncia com a prefecte de la Congregació per al Culte Diví i la Disciplina dels Sagraments.
Ordenat el 23 de novembre de 1958, Roma. Va continuar els seus estudis, de 1958 a 1961, a Roma. Successivament, 1961 a 1963, professor del Seminari d'Enugu; secretari regional de l'Educació Catòlica a Nigèria Oriental. Va continuar els seus estudis a Londres de 1963 a 1964.

## Episcopat
Elegit bisbe titular de Fissiana i nomenat coadjutor d'Onitsha, Nigèria, 6 juliol de 1965. Consagrat el 29 d'agost de 1965, Onitsha, per Charles Heerey, Arquebisbe de Onitsha. Promogut a la seu metropolitana d'Onitsha, 26 juny del 1967. Va assistir a la I Assemblea Ordinària del Sínode dels Bisbes, Ciutat del Vaticà, 29 de setembre a 28 d'octubre de 1967; a la I Assemblea Extraordinària del Sínode dels Bisbes, Ciutat del Vaticà, 11 A 28 octubre 1969, a la IV Assemblea Ordinària del Sínode dels Bisbes, Ciutat del Vaticà, 30 de setembre a 29 d'octubre de 1977. President de la Conferència Episcopal de Nigèria, 1979 a 1984. Elegit vicepresident per Àfrica de les Societats Bíbliques Unides el 1982. Pro-president del Secretariat per als No Creients, 8 d abril de 1984. Va renunciar al govern pastoral de l'arxidiòcesi, 9 març de 1985.

## Cardenalat
Creat Cardenal diaca, 25 de maig de 1985; va rebre la birreta vermella i la diaconia de San Giovanni della Pigna, 25 maig de 1985. President del Secretariat per als No Creients, 27 d maig de 1987. Va assistir a la II Assemblea Extraordinària del Sínode dels Bisbes, Ciutat del Vaticà, del 24 de novembre al 8 de desembre de 1985; a la VII Assemblea Ordinària del Sínode dels Bisbes, Ciutat del Vaticà, 1 a 30 d'octubre de 1987; a la VIII Assemblea Ordinària del Sínode dels Bisbes, Ciutat del Vaticà, 30 de setembre a 28 d'octubre de 1990. Enviat especial del Papa a la celebració del I Centenari de la Introducció del Catolicisme a Kenya, 8 A 12 agost 1991, Nairobi. Va assistir a l'Assemblea Especial per a Àfrica del Sínode dels Bisbes, Ciutat del Vaticà, 10 d'abril a 8 de maig de 1994, va ser un dels seus presidents i més, va ser escollit membre del Consell del Secretariat General d'aquesta Assemblea Especial.
Va assistir a la IX Assemblea Ordinària del Sínode dels Bisbes, Ciutat del Vaticà molt, 2 29 octubre 1994. Enviat especial del Papa a la celebració del X Aniversari de la Visita de Joan Pau II a Rabat, Marroc, del 20 al 22 d'octubre de 1995. Va optar per l'ordre dels preveres i la seva diaconia va ser elevada pro hac vice a títol. Va assistir a l'Assemblea Especial per a Amèrica del Sínode dels Bisbes, Ciutat del Vaticà, 16 novembre a 12 de desembre de 1997 ia la II Assemblea especial per a Europa del Sínode dels Bisbes, Ciutat del Vaticà, de l'1 al 23 d'octubre de 1999. Nomenat President de la Congregació per al Culte Diví i Disciplina dels Sagraments l'1 d'octubre de 2002. Va cessar com a president del Pontifici Consell per al Diàleg Interreligiós l'1 d'octubre de 2002. Enviat especial del Papa per al III Congrés Eucarístic Nacional, Ibadan Nigèria, del 15 al 17 de novembre de 2002. Va participar en el conclave del 18 al 19 d'abril de 2005. Reconfirmat Prefecte de la Congregació per al Culte Diví i Disciplina dels Sagraments, el 21 d'abril de 2005.
El 25 d'abril de 2005, el Papa Benet XVI el va promoure a l'ordre dels bisbes assignant la seu suburbicaria de Velletri-Segni. President-delegat en la XI Assemblea General Ordinària del Sínode dels Bisbes, del 2 al 29 d'octubre de 2005, al Vaticà. Va assistir a la XI Assemblea General Ordinària del Sínode dels Bisbes, Ciutat del Vaticà, 2 al 23 d'octubre de 2005. Membre del consell postsinodal de la XI Assemblea General Ordinària del Sínode dels Bisbes. Enviat especial del Papa al primer Congrés Eucarístic Nacional del Txad, Mundou, del 4 al 8 de gener de 2006.
Actualment a la Cúria Romana és membre de les Congregacions per a la Doctrina de la Fe, Causa dels Sants, Evangelització dels Pobles, dels Pontificis Consells per als laics, la Unitat dels Cristians, la Cultura; del Comitè per als Congressos Eucarístics Internacionals, del Consell Ordinari del Secretariat del Sínode de Bisbes, Consell Especial per a Àfrica i el Consell Especial per al Líban del Secretariat General del Sínode de Bisbes.

## Honors
A l'octubre de 1999 va rebre el medalló d'or del Consell Internacional de Cristians i Jueus pels seus "destacats èxits en les relacions interreligioses". Va ser membre del Comitè per al Gran Jubileu de l'Any 2000.